# Всё течёт, всё меняется

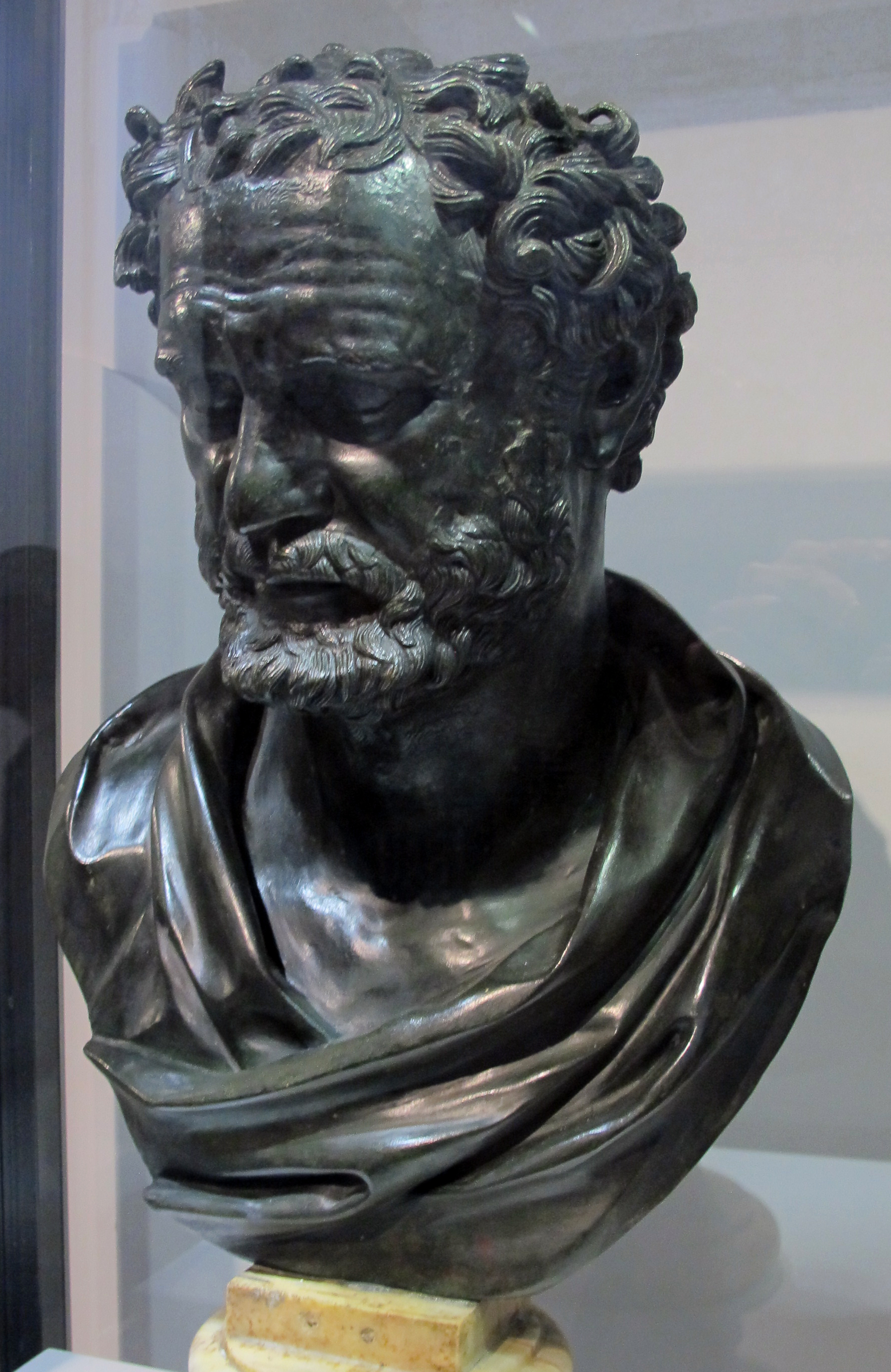
Неизвестный скульптор. Бюст Гераклита, III век н. э.

«Всё течёт, всё меняется», или «Всё течёт и ничто не остаётся на месте» (греч. «πάντα ρεῖ καὶ οὐδὲν μένει»), — античный фразеологизм. Его буквальное значение — «всё движется».
Считается, что его первоисточником послужили слова древнегреческого философа Гераклита из Эфеса (ок. 554—483 до н. э.), которые сохранились в одном из диалогов философа Платона и стали первоисточником также и для другого фразеологизма — «нельзя дважды войти в одну и ту же реку» (греч. «δὶς ἐς τὸν αὐτὸν ποταμὸν οὐκ ἂν ἐμβαίης»); это крылатое выражение используется по поводу постоянных и неизбежных перемен в жизни человека и общества.

## Цитата из сочинения Гераклита и её судьба в произведениях античных философов
Оригинальное сочинение Гераклита, которое содержит данный фрагмент, не сохранилось. Цитата широко известна по наиболее подробному цитированию в диалоге Платона «Кратил». Там фрагмент звучит так:

«Λέγει που Ἡράκλειτος ὅτι „πάντα χωρεῖ καὶ οὐδὲν μένει“, καὶ ποταμοῦ ῥοῇ ἀπεικάζων τὰ ὄντα λέγει ὡς „δὶς ἐς τὸν αὐτὸν ποταμὸν οὐκ ἂν ἐμβαίης“»

В русском переводе Т. В. Васильевой: «Гераклит говорит где-то: „все движется и ничто не остается на месте“, а ещё, уподобляя всё сущее течению реки, он говорит, что „дважды тебе не войти в одну и ту же реку“».— Платон. Кратил

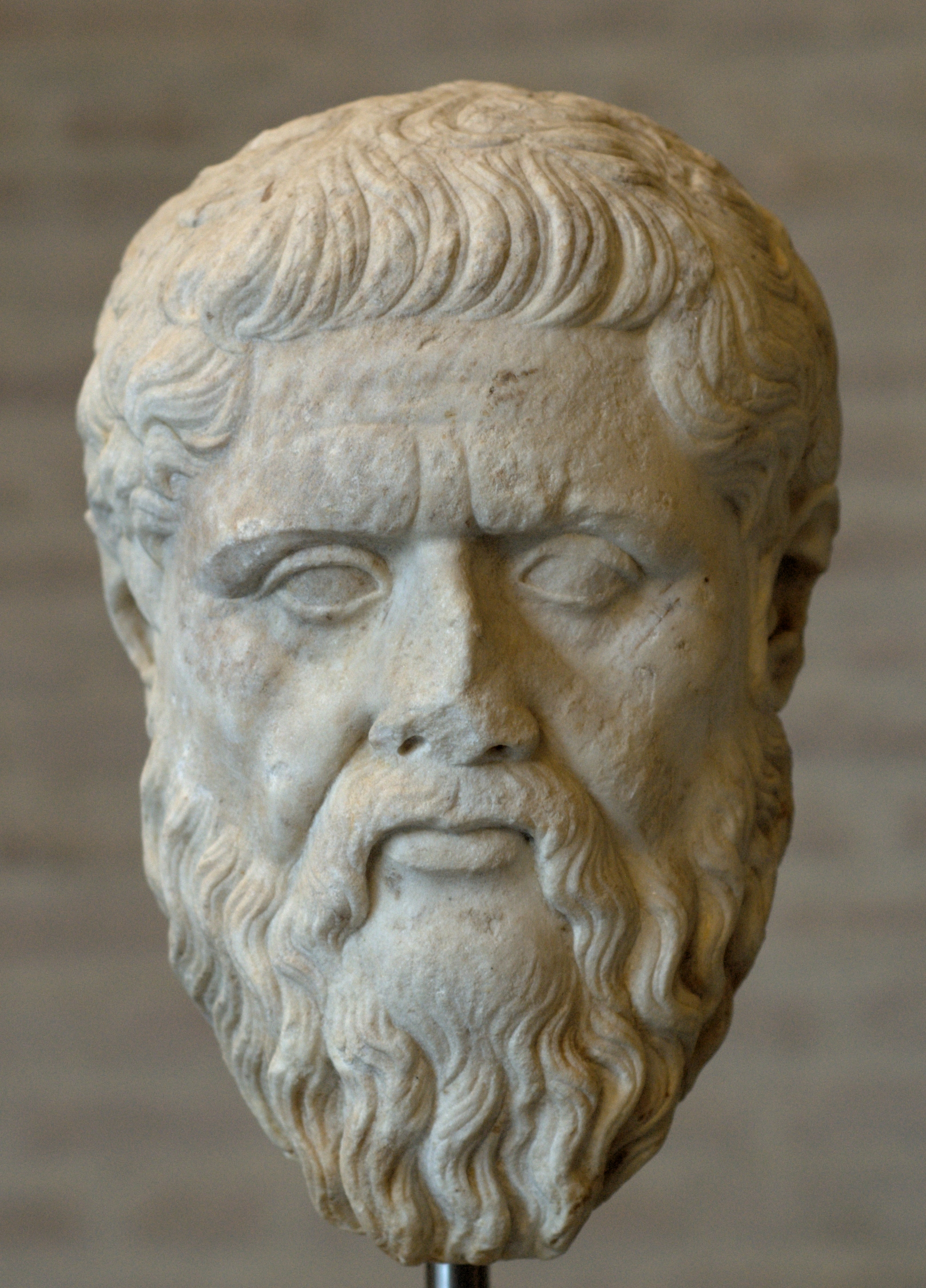
Неизвестный скульптор. Голова Платона, 347—348 г. н. э.

А. Ф. Лосев считал, что «Кратил» принадлежит к числу трудных диалогов Платона. Здесь иной раз невозможно уловить связь отдельных частей диалога и даже его идею. В диалоге противопоставляется мнение Гермогена, ученика Протагора, об условности имен человеческого языка (зависимости от произвола людей и традиции) и мнение Кратила, ученика Гераклита, об их естественности (полном соответствии природе вещей, понимаемой как нечто совершенно текучее). Известно, что реальный Кратил из гераклитовского учения о вечном становлении делал радикальные выводы: если всё течёт, значит, ничто нельзя и познать. В диалоге Платона он занимает более умеренную позицию. Сократ выступает арбитром в этом вопросе.
Платон упоминает эту мысль Гераклита и в других своих произведениях. В диалоге «Теэтет» (160d) упоминается, что, по Гераклиту, «всё движется наподобие течения» (полный фрагмент: «Стало быть, ты превосходно сказал, что знание есть не что иное, как ощущение, и это совпадает с утверждениями тех, кто вслед за Гомером, Гераклитом и всем этим племенем полагает, будто всё течёт, словно река», греч. «Παγκάλως ἄρα σοι εἴρηται ὅτι ἐπιστήμη οὐκ ἄλλο τί ἐστιν ἢ αἴσθησις, καὶ εἰς ταὐτὸν συμπέπτωκεν, κατὰ μὲν Ὅμηρον καὶ Ἡράκλειτον καὶ πᾶν τὸ τοιοῦτον φῦλον οἷον ῥεύματα κινεῖσθαι τὰ πάντα»). В «Кратиле» (412d) он не называет непосредственно Гераклита, но упоминает эту же мысль: «всё находится в пути» (полный текст фразы: «Те, кто считает, что всё находится в пути, полагают также, что большая часть вещей просто движется, а есть ещё нечто такое, что проникает всё остальное, благодаря чему и возникает всё рождающееся. Это нечто есть также самое быстрое и самое тонкое», греч. «Ὅσοι γὰρ ἡγοῦνται τὸ πᾶν εἶναι ἐν πορείᾳ, τὸ μὲν πολὺ αὐτοῦ ὑπολαμβάνουσιν τοιοῦτόν τι εἶναι οἷον οὐδὲν ἄλλο ἢ χωρεῖν, διὰ δὲ τούτου παντὸς εἶναί τι διεξιόν, δι᾽ οὗ πάντα τὰ γιγνόμενα γίγνεσθαι· εἶναι δὲ τάχιστον τοῦτο καὶ λεπτότατον»).
О протекании всего существующего у Гераклита не раз говорит и Аристотель (в книге «Метафизика», XIII, 1078b, «существующее находится в движении» (полный фрагмент — «К учению об эйдосах пришли те, кто был убеждён в истинности взглядов Гераклита, согласно которым всё чувственно воспринимаемое постоянно течёт; так что если есть знание и разумение чего-то, то помимо чувственно воспринимаемого должны существовать другие сущности, постоянно пребывающие, ибо о текучем знания не бывает», греч. «συνέβη δ᾽ ἡ περὶ τῶν εἰδῶν δόξα τοῖς εἰποῦσι διὰ τὸ πεισθῆναι περὶ τῆς ἀληθείας τοῖς Ἡρακλειτείοις λόγοις ὡς πάντων τῶν αἰσθητῶν ἀεὶ ῥεόντων, [15] ὥστ᾽ εἴπερ ἐπιστήμη τινὸς ἔσται καὶ φρόνησις, ἑτέρας δεῖν τινὰς φύσεις εἶναι παρὰ τὰς αἰσθητὰς μενούσας: οὐ γὰρ εἶναι τῶν ῥεόντων ἐπιστήμην»); в книге «О душе» (I, 2, 405а) — «по Гераклиту, всё движется» (полный фрагмент — «И Гераклит утверждает, что душа есть начало, поскольку она, мол, есть испарение, из которого составляется всё остальное. Кроме того, она нечто в высшей степени бестелесное и непрестанно текучее; подвижное же познаётся подвижным. Что всё сущее находится в движении, предполагал и он и большинство», греч. «καὶ Ἡράκλειτος δὲ τὴν ἀρχὴν εἶναί φησι ψυχήν, εἴπερ τὴν ἀναθυμίασιν, ἐξ ἧς τἆλλα συνίστησιν· καὶ ἀσωματώτατόν τε καὶ ῥέον ἀεί· τὸ δὲ κινούμενον κινουμένῳ γινώσκεσθαι· ἐν κινήσει δ' εἶναι τὰ ὄντα κἀκεῖνος ᾤετο καὶ οἱ πολλοί»). Идея, заложенная в цитате Платона из Гераклита, развивается во фрагментах из других философов, сохранившихся до нашего времени:
- Фрагмент 91. Плутарх «Об „Е“ в Дельфах», 392В, XVIII (перевод А. О. Маковельского у А. Ф. Лосева): «В одну и ту же реку невозможно войти дважды, по Гераклиту, и (вообще) нельзя дважды коснуться смертной субстанции, которая была бы тождественной по (своему) свойству); но, изменяясь с величайшей быстротой, она разбивается и вновь собирается (лучше же сказать, не вновь и не затем, но в одно и то же время она и прибывает и убывает) и притекает и уходит»[9][10].
- Фрагмент 126b. Аноним «Комментарий к платоновскому „Теэтету“». 71, 12 (текст сильно испорчен, поэтому обычно включается в список подложных или сомнительных). «Эпихарм водил знакомство с пифагорейцами, да и (сам) придумал некоторые очень важные (учения), в том числе рассуждение о росте. Оно ведет по пути, указанному изречением Гераклита: „Всегда одно растет так, другое иначе, каждое согласно своей потребности“. Итак, если каждый непрестанно течёт и видоизменяется, то субстанции, вследствие (этого) беспрерывного (своего) течения, в разное время бывают разными»[11].
- Аллюзия на высказывание присутствует ещё в одной цитате из Ария Дидима (Фрагмент 39) у Евсевия Кесарийского в «Приготовлении к Евангелию» XV 20,3 (D. 471, 1). «Зенон, подобно Гераклиту, называет душу одаренным способностью ощущения испарением. А именно (Гераклит), желая показать, что разумные души постоянно испаряются, уподобил их рекам в следующем изречении: „На того, кто входит в ту же самую реку, каждый раз текут новые воды (греч. «ποταμοῖσι τοῖσιν αὐτοῖσιν ἐμβαίνουσιν, ἕτερα καὶ ἕτερα ὕδατα ἐπιρρεῖ»). Так же и души испаряются из влаги“»[12].

## Различные толкования
М. К. Мамардашвили посвятил трактовке цитаты Гераклита свою Лекцию 6. В ней он, в частности, пишет:

«Он говорит, что мы уже давно в реке, мы никогда не будем вне её, так чтобы нам фактически второй раз приходилось бы решать этот вопрос, мы уже шевелим руками, мы уже делаем движения пловца… И в этом смысле выйти из неё [этой ситуации], посмотреть на неё со стороны и снова в неё войти невозможно, и не только невозможно, но ещё и просто не бывает той ситуации, которую мы на нашем наглядном, обыденном языке называем ситуацией выбора… Другая сторона этой же мысли Гераклита состоит в том, что обратно вернуться, то есть сделать вид, как если бы ничего не было, мы не можем. Иными словами, Гераклит, рассуждая таким образом…, фактически глубоко осознавал, что в той сознательной жизни, которую он называл пониманием, в сознательной жизни как части бытия, имеющей ритмы и организованность, целостность и способы существования, отличные от раздрызга нашей обыденной жизни, в которой явления, события, акции меняются, рассеиваются, повторяются с тошнотворным автоматизмом и скукой, — в сознательной жизни есть необратимость»— М. К. Мамардашвили. Лекции по античной философии
Целый ряд историков философии выражали сомнение в возможности понять на основе сохранившегося фрагмента смысл проблемы, поставленной Гераклитом. Лосев считал, что подлинный смысл высказывания и само оригинальное выражение Гераклита в данном случае установить уже невозможно. В «Кратиле» цитата является переводом мысли Гераклита на отвлечённый язык Платона. Лосев принимает чтение «πάντα χωρεῖ (а не ρεῖ) καὶ οὐδὲν μένει», отсюда делает вывод, что данное место не обязательно должно пониматься как «всё движется», оно может значить, например «Всё распространяется, или уступает место другому и ничто не ждёт».
Судить же на основании поздних цитирований и интерпретаций, по мнению Лосева, о смысле этого высказывания у Гераклита трудно. По мнению Лосева, единственный текст, который может соответствовать идее Гераклита — «В одну и ту же реку невозможно войти дважды» (В 91 у Плутарха), но он вряд ли принадлежит Гераклиту. В «Метафизике» IV, 1010а, у Аристотеля Кратил «упрекает» в этом Гераклита («Именно на основе этого предположения возникло наиболее крайнее из упомянутых мнений — мнение тех, кто считал себя последователями Гераклита и коего держался Кратил, который под конец полагал, что не следует ничего говорить, и только двигал пальцем и упрекал Гераклита за его слова, что нельзя войти в одну и ту же реку дважды, ибо сам он полагал, что этого нельзя сделать и единожды», греч. «ἐκ γὰρ ταύτης τῆς ὑπολήψεως ἐξήνθησεν ἡ ἀκροτάτη δόξα τῶν εἰρημένων, ἡ τῶν φασκόντων ἡρακλειτίζειν καὶ οἵαν Κρατύλος εἶχεν, ὃς τὸ τελευταῖον οὐθὲν ᾤετο δεῖν λέγειν ἀλλὰ τὸν δάκτυλον ἐκίνει μόνον, καὶ Ἡρακλείτῳ ἐπετίμα εἰπόντι ὅτι δὶς τῷ αὐτῷ ποταμῷ οὐκ ἔστιν ἐμβῆναι: αὐτὸς γὰρ ᾤετο οὐδ᾽ ἅπαξ»), а Плутарх (В 91) и Симплиций, возможно, взяли этот эпизод у Аристотеля. Вероятно, у Кратила позаимствовал эту мысль и Платон (Crat. 402а). Цитату Плутарха «нельзя дважды коснуться смертной субстанции» Лосев считал интерпретацией самого Плутарха:
- термин «субстанция» не свойственен интуитивному и художественному языку Гераклита;
- Гераклит не знает ничего смертного в качестве только смертного, он сам же говорит (В 62): «Бессмертные — смертны, смертные — бессмертны; жизнь одних есть смерть других, и смерть одних есть жизнь других».

Тем не менее, Лосев допускал, что у Гераклита был образ реки, и, возможно, с этим образом он соединял мысли о текучести и становлении бытия вообще. Такой образ реки и учение о всеобщем движении приписывала Гераклиту вся античность. Среди таковых философов: Клеанф, Александр Афродисийский, Диоген Лаэртский, Лукиан, Симплиций, Секст Эмпирик.
В последующие времена образ реки Гераклита был удобным для философских построений. Однако, по мнению Лосева, нет никаких филологических оснований приписывать определённое логическое содержание данному выражению и выставлять этот символ и вообще учение о текучести как основное и специфическое для Гераклита. Наоборот, сомнительно, чтобы он с этим образом связывал отвлечённо-диалектические построения.

## В литературе, искусстве, культуре и науке
Овидий использовал фразеологизм Гераклита в своих «Метаморфозах» в латинском варианте «cuncta fluunt» в XV книге: «…постоянного нет во вселенной, Всё в ней течёт — и зыбок любой образуемый облик».
Фразеологизм неоднократно использовал Иоганн Вольфганг Гёте в своих стихотворениях (например, в стихотворении «Когда в бескрайности природы»):
Когда в бескрайности природы, 

Где, повторяясь, всё течёт, 

Растут бесчисленные своды 

И каждый свод врастает в свод, 

Тогда звезда и червь убогий 

Равны пред мощью бытия, 

И мнится нам покоем в Боге 

Вся мировая толчея»
Фразеологизм дал название повести советского писателя Василия Гроссмана «Всё течёт» (1955—1963). Рукопись повести, затрагивавшей тему возвращения человека из сталинских лагерей, над которой Гроссман работал с 1955 года, была конфискована в 1961 году. Писатель создал новый вариант повести, который завершил в 1963 году (публикация за рубежом — 1970, в СССР — 1989). Украинская певица Юлия Рай (она же — Юлия Бодай) исполняет песню «Дважды в одну реку не войдёшь» (в украинской версии она называется просто «Річка», 2002).
Фраза «πάντα ρεῖ» («всё течёт») является девизом американского Общества реологии (раздела механики, исследующего, в частности, течение жидкости). 